# Lestodiplosis flavomarginata
Lestodiplosis flavomarginata är en tvåvingeart som först beskrevs av Ephraim Porter Felt 1907.  Lestodiplosis flavomarginata ingår i släktet Lestodiplosis och familjen gallmyggor.
Artens utbredningsområde är New York. Inga underarter finns listade i Catalogue of Life.